# التفاظ/تأيين الليزر بمساعدة المطرس

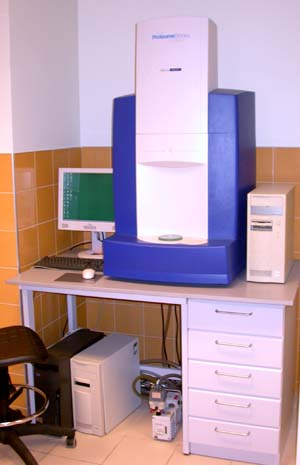

التفاظ/تأيين الليزر بمساعدة المطرس (بالإنجليزية: matrix-assisted laser desorption/ionization) (اختصارًا MALDI) هي تقنية تأين، تستعمل طاقة الليزر في امتصاص المطرس لتكوين أيوناتٍ من جزيئاتٍ أكبر مع أقل تجزئةٍ ممكنة.